# Шпионски свалки
„Шпионски свалки“ (на английски: This Means War) е американска шпионска романтична комедия от 2012 г. на режисьора Макджи, продуциран от Уил Смит, и участват Рийз Уидърспун, Крис Пайн, Том Харди и Тил Швайгер.